# کیوشی ساسابه
کیوشی ساسابه (انگلیسی: Kiyoshi Sasabe؛ ۸ ژانویهٔ ۱۹۵۸ – ۳۱ مارس ۲۰۲۰) کارگردان فیلم اهل ژاپن بود. از فیلم‌هایی که او کارگردانی کرده‌است، می‌توان اعتراف ناقص (۲۰۰۴) را نام برد.